# كيت جينينغز
كيت جينينغز (بالإنجليزية: Kate Jennings) (20 مايو 1948 في أستراليا)؛ شاعرة وروائية أسترالية.